# Чакалци
Чакалци (болг. Чакалци) — село в Болгарии. Находится в Кырджалийской области, входит в общину Джебел. Население составляет 71 человек.

## Политическая ситуация
В местном кметстве Чакалци, в состав которого входит Чакалци, должность кмета (старосты) исполняет Недим Мехмед Мюмюн (Движение за права и свободы (ДПС)) по результатам выборов правления кметства.
Кмет (мэр) общины Джебел — Бахри Реджеб Юмер (Движение за права и свободы (ДПС)) по результатам выборов в правление общины.